# Törnsbäcken (naturreservat)
Törnsbäcken är ett naturreservat i Falu kommun i Dalarnas län.
Området är naturskyddat sedan 2015 och är 80 hektar stort. Reservatet består av naturskog med tall och gran kring Törnsbäcken.